# 艾米·怀恩豪斯
艾美·杰德·怀恩豪斯（英語：Amy Jade Winehouse，1983年9月14日—2011年7月23日），英國女歌手和詞曲作家，以低沉的嗓音聞名，其音樂風格揉合了包含靈魂樂（經常被歸類為藍眼靈魂樂或新派靈魂樂）、節奏藍調、爵士及雷鬼音樂。其首張專輯於2003年發布，在英國獲評論界的好評並獲得水星音樂獎的提名。隨後她於2006年的專輯在第50届格莱美獎上赢得5個獎項，平了女藝人在一晚贏得最多獎項的紀錄，也使她成為首個獲得該成就的英國女性，包括葛萊美「四大獎」當中的三個：最佳新人、年度製作及年度歌曲。
艾美·懷絲曾3度赢得艾弗·諾韋洛獎：在2004年獲得最佳當代歌曲獎；2007年，再獲該獎；2008年，贏得最佳音樂及歌詞獎。她於2007年全英音樂獎上赢得最佳英國女藝人獎，亦憑專輯獲最佳英國專輯的提名。
2011年7月23日，艾美·懷絲因酒精中毒去世，得年27歲。她的專輯在她身故後成為了英國21世紀暢銷的專輯。
2012年，她在評選的「音樂界最偉大的100位女性」中排名第26位。評價她為「她這一代中傑出的聲樂天才」。

## 早年
艾美·懷絲出生於倫敦北部的切斯農場醫院，父母都為猶太人。她的父親米切爾·怀恩豪斯（Mitchell "Mitch" Winehouse）是一名窗板安装工，後來從事出租車司機；而她母親珍妮絲（娘家姓“西頓”）是一位藥劑師。艾美還有一位哥哥亞歷斯，生於1979年。一家人住在倫敦的南門地區。然而，在艾美9歲的時候，她的父母分居了，她與母親同住，周末時與父親及其女友到埃塞克斯郡哈特菲爾德石楠共度周末。她的父親米切爾經常唱法蘭·仙納杜拉的歌給她聽，每當艾美於學校受罰時，在被告知要去見校長前，她總會唱著這首曲。
艾美·懷絲的父母與祖母對她於爵士樂的興趣影響甚深，她的祖母辛西婭（Cynthia）是一位歌手，曾經跟英國傳奇爵士樂薩克斯管演奏者朗尼·史葛有過一段情。而艾美的多位舅舅都是專業的爵士樂手。
1992年，在祖母辛西婭的建議下，艾美入讀蘇西·厄恩肖戲劇學校，每周六額外學習聲樂及踢踏舞的課堂。艾美於那裡學習了4年，在她轉到西爾維亞·楊戲劇學校接受全日制培訓前，她與兒時好友朱莉葉·阿什比一起創立一個叫「甜和酸」短期的饒舌組合。
據說，艾美·懷絲因為打鼻洞，及「不努力學習」於14歲遭學校開除，而校長西爾維亞·楊否認這一點說：「她在15歲時轉了校，我聽說過她被學校開除的傳言；然而她沒有，我從未把艾美開除。」她的父親米契爾·怀恩豪斯也證實了這一點。1997年，艾美·懷絲在電視節目中的一集，與西爾維亞·楊戲劇學校的學弟學妹一同亮相節目。
艾美·懷絲後來入讀磨坊山的磨坊山山丘學校、克羅伊登的BRIT學校、歐西吉JMI學校（Osidge JMI School）和阿什默學校。

## 音樂生涯

### 早期
艾美·懷絲年少的時候經常把玩哥哥亞歷斯的吉他，她14歲時買了一把屬於自己的吉他，並於一年後創作自己的音樂。很快，她開始為生活打工，其中一份工作是為世界娛樂新聞網絡當娛樂記者，她還於當地的樂團伯爾薩樂隊中唱歌。2000年7月，她成為了國家青年爵士樂團的首席女歌手。對她影響深遠的人包括莎拉·沃恩和黛娜·華盛頓，後者的歌曲她在家中已經開始聽。艾美的好友，靈魂樂歌手泰勒·詹姆斯，把艾美的演唱樣本給了一位A&R人員。
2002年，艾美·懷絲與西蒙·福勒的19藝人管理公司簽約，周薪為250英鎊。在藝人管理公司發展的同時，儘管艾美是Cobden俱樂部的爵士樂標準駐場歌手，但她仍然是錄音行業的秘密。她的未來A&R代表是小島唱片的聯合總監，達科斯·畢斯（Darcus Beese），當華納兄弟的經理向他展示了客戶的一些作品，達科斯·畢斯意外聽到艾美·懷絲作為主音的歌曲。當他問及歌者的身分時，經理告訴他指自己不能說。當決定要跟艾美·懷絲簽約時，畢斯花了幾個月的時間來尋找，最終他發現歌手就是艾美·懷絲。然而，怀恩豪斯已錄製了一些歌曲，並在當時已跟EMI簽署了一項出版協議。同時，她已跟唱片製作人塞拉姆·雷米透過出版商組成一種工作關係。
畢斯向他的上司尼克·加特菲爾德（Nick Gatfield）與公司老闆推介了艾美·懷絲，分享了他跟這年輕藝人簽約的熱忱。已跟小島唱片簽約的懷斯，她的競爭對手經已建立，包括EMI和Virgin的代表經已開始有所行動。畢斯在《HitQuarters》雜誌的訪問指，他認為這個興奮背後的原因，是當時一位非典型流行歌手出現在一名藝人身上，是對現實電視音樂表演的強烈反對，其中包括觀眾對新面孔和真正年輕人才的渴求。

### 2003—05年：首張專輯《》
艾美·懷絲的首張專輯於2003年10月20日發行。專輯主要由薩拉姆·雷米（Salaam Remi）製作，當中許多歌曲受爵士樂的影響，除了兩首翻唱歌曲外，每首歌曲都由她與其他音樂人共同創作。該專輯獲得正面評價，歌詞獲讚賞為「酷、要緊注視」，並將她的聲音與莎拉·沃恩、梅西·格雷等人進行比較。
該專輯獲提名到《全英音樂獎》中「英國女獨奏家」及「英國城市獎」，後來在2004年的《英國專輯榜》中上榜，繼而專輯獲得鉑金公唱片的銷量。2004年末，艾美·懷絲和薩拉姆·雷米憑他們的首支單曲《Stronger Than Me》共同贏得《艾弗·諾韋洛獎》的「最佳當代歌曲」。此外，該專輯也入圍《水星獎》。同年，艾美·懷絲在《格拉斯頓伯里節 - 爵士樂節》、《VF音樂節》及《蒙特利爾國際爵士音樂節》中演出。在專輯發行之後，怀恩豪斯評論自己只有80%，因為海島唱片過度地規限她對於歌曲和混音的偏好。

### 2006—07年：國際性成功，《》及巡迴演唱
對比她上一張專輯的爵士樂元素，艾美·懷絲把重點轉移到1950至1960年代的女子組合身上。她聘請了紐約歌手莎朗·瓊斯的長期樂隊莎朗與DAP-國王，以支援她於工作室錄音及巡迴演唱工作。她的父親米契爾·懷斯講及關於艾美的事，說：「我的女兒，看著她的過程有多麼的迷人，她在錄音室的完美主義，以及她如何把自己所唱的歌放到CD上，和在他的出租車外播放，來知道有多大多數的人會聽她的音樂。」2006年5月，懷斯的試音曲目，例如是《You Know I'm No Good》和《Rehab》都在馬克·朗森的電台節目中出現。這些都是新曲《Pumps》發布後首次在電台的一些歌曲，兩人都打算把那些歌曲放到她的第二張專輯上。在5個月內完成的11首歌曲的專輯，都是完全由薩拉姆·雷米和馬克·朗森製作，生產單位由二人分擔。馬克·朗森在2010年的訪談中表示，他喜歡與艾美·懷絲合作，因為當她不喜歡自己的東西時會率直的說出來。她會反過來認為，當他們第一次見面的時候，他是一名錄音師，她預期是個有鬍子更年長的男人。2006年10月初，怀恩豪斯的官方網站以一個新的佈局重新推出，在宣傳隨即開始前，一些從未發行過的歌曲剪輯在那裡發布。於2006年10月30日在英國發行，它於2007年1月的《英國專輯排行榜》中位列第一，為期兩周，於2月下降又升回該位置。在美國，它於《告示牌二百強專輯榜》中排名第七，這是2007年英國的暢銷專輯，全年售出185萬張。

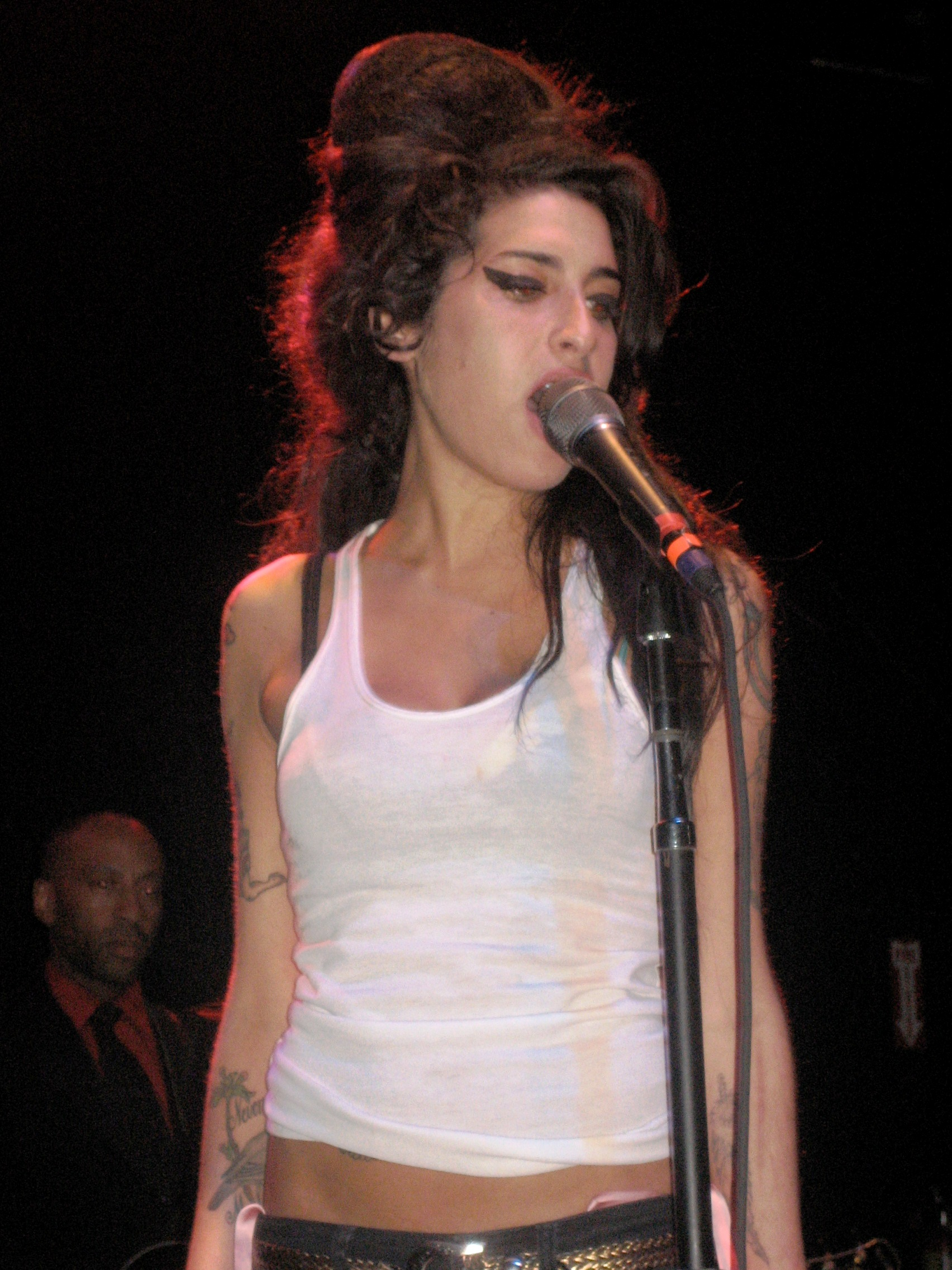
艾美·懷絲在2007年於馬薩諸塞州波士頓的阿瓦隆的演出。

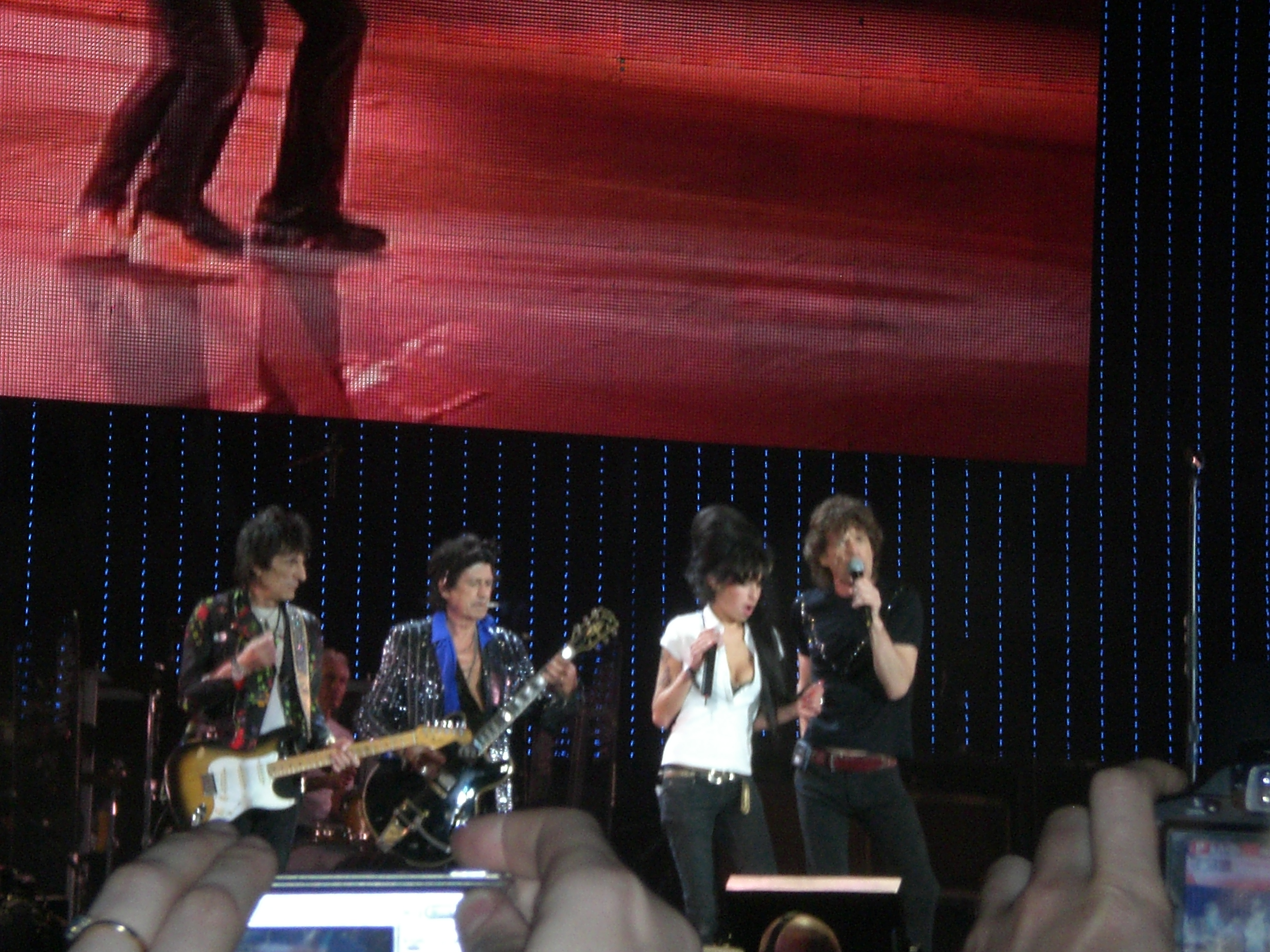
艾美·懷絲跟滾石樂隊在2007年懷特島節上同台。

專輯製造了一些熱爆單曲。專輯中發行的第一張單曲是馬克·朗森製作的《Rehab》，這首歌在英美都達到前十名的位置。《時代雜誌》把它命名為「2007年最佳歌曲」。作家Josh Tyrangiel對艾美·懷絲的自信表示讚揚，他說：「她是嘮叨的、有趣的、撩人的，和很可能是瘋狂的。」和「這不可能不被她的原創性所吸引，馬克·朗森引用了40年的靈魂樂與它結合了，沒有一次從中扯掉它，於是便有了這首2007年的最佳歌曲。」專輯的第一和第二主打單曲《You Know I'm No Good》於2007年1月推出與說唱歌手鬼臉殺手的重混版本。它最終在《英國專輯排行榜》排名第18。主題歌曲《Back to Black》於2007年4月在英國發行，最高峰達25位，但歐洲大陸更為成功。《Tears Dry on Their Own》及《Love Is a Losing Game》也是單曲般發行，但未能取得同等的成功。
艾美·懷絲的第二張專輯《Back to Black》的豪華版於2007年11月5日於英國發行，額外附送的光碟包括B面，有罕見的曲目以及現場演唱的歌曲，包括《Valerie》。她的首張DVD《I Told You I Was Trouble: Live in London》於英國同日發行，並於11月13日在美國發行。當中包含在倫敦牧人布什帝國劇場的現場錄影，以及一個50分鐘描寫她過去4年來職業生涯的紀錄片。當中的單曲《Frank》於2007年11月20日於美國發行，獲得正面的評價。這張專輯首次在《告示牌二百強專輯榜》上登場即排名第61位。除了自己的專輯外，她還跟其他歌手於單曲上合作，艾美·懷絲的《Valerie》，收錄在馬克·朗森的個人專輯《Version》中。此曲在10月推出時於英國排名第二，它被提名到2008年《全英音樂獎》的「最佳英國單曲」。她跟前糖寶貝的前成員穆緹雅·布埃納合作的歌曲《B Boy Baby》於2007年12月17日發行，收錄於穆緹雅·布埃納的首張專輯《Real Girl》當中。艾美·懷絲也正與梅西·埃麗奥特為她的第四張專輯《Block Party》談合作。
艾美·懷絲在專輯發行時分別在2006年9月及11月展開巡迴演出，地點在倫敦北部伊斯靈頓的協和禮拜堂舉行的《小噪音會議慈善音樂會》。在2007年12月31日，她於BBC直播的《Jools Holland年度民歌演唱會》上，她與保羅·韋勒、Holland's Rhythm及藍調管弦樂團（Blues Orchestra）合唱馬文·蓋伊的《I Heard It Through the Grapevine》。她亦與組合Toots and the Maytals演繹了《Monkey Man》。她於2007年2月開始舉辦了另外十四場演出。在他的要求下，好萊塢影星布斯·韋利士在加州環球影城的《2007年MTV電影頒獎禮》上，介紹艾美·懷絲演出她的歌曲《Rehab》。在頒獎禮開始前數小時，艾美·懷絲到過拉斯維加斯大街，已讓頒獎禮讓組織者感到緊張。2007年夏天，她參與多個節日的演出，包括2007年懷特島節、英國的格拉斯頓伯里當代表演藝術節、芝加哥的Lollapalooza、比利時的Rock Werchter和巴爾的摩的維珍節。
然而，她餘下的巡迴演唱進行得並非如此順利。2007年11月，在伯明翰國家室內體育館舉行為期17日的巡迴，在開幕之夜受到噓聲和罷工的影響，《伯明翰郵報》的評論家說它是「我生命中最悲傷的晚上之一...我看到一位極具才華的藝人淪為眼淚，在舞台上蹣跚而行，並不可原諒的是詛咒觀眾。」其他音樂會也同樣地結束，例如，有樂迷於倫敦漢默史密斯阿波羅場館觀賞演出指她「整體看起來像高度酒醉」，直至2007年11月27日，她宣布在今年剩下時間裡的表演和公開露面都被取消了，並引用她醫生的建議，採取一個完全的休息。音樂會發起人Live Nation發表的聲明指責「涉及巡迴的艱辛在最近幾個星期內讓艾美一直處於激烈的情緒緊張狀態」的決定。艾美的父親米契爾·怀恩豪斯在他2012年的回憶錄《艾美，我的女兒》中寫了有關她每當公開演出前的緊張。

### 2008年：持續的成功與讚譽

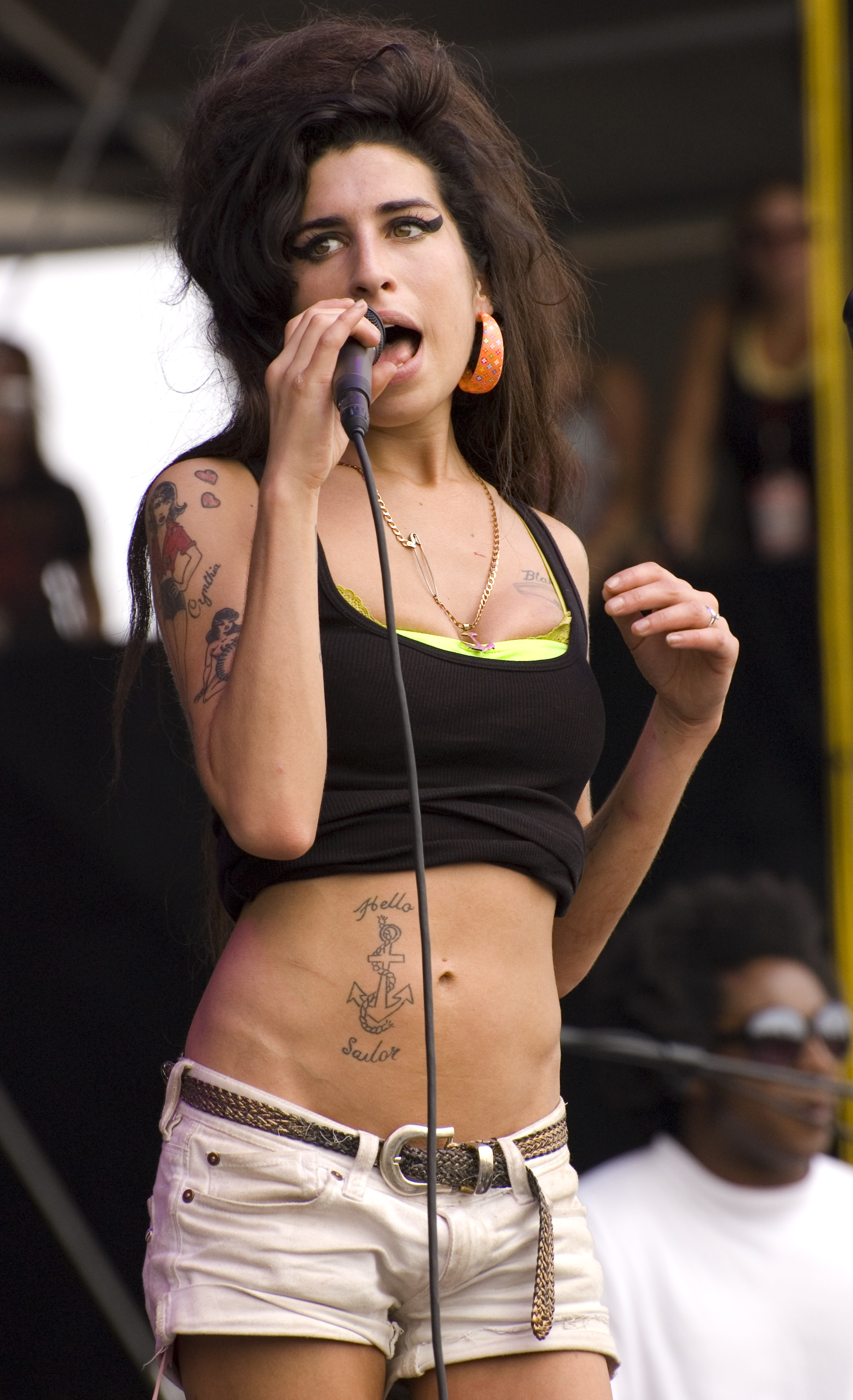
艾美·懷絲於2007年巴爾的摩的維珍節上表演。

2008年1月13日，專輯在連續三星期於《告示牌二百強專輯榜》泛歐洲榜上排名第一。2008年2月20日，艾美·懷絲在《全英音樂獎2008》上與馬克·朗森一同演唱《Valerie》，及《Love Is a Losing Game》，她向人群呼籲「給我們聽一些聲音」。
2008年2月，艾美·懷絲贏得格林美獎的多個獎項：憑單曲《Rehab》而得到年度製作、年度歌曲及最佳流行女歌手。此外，《Back to Black》也獲年度專輯、最佳新人及最佳流行音樂專輯的提名，最終得到最佳新人及最佳流行音樂專輯。。她與馬克·朗森贏得「年度製作人—非古典類」的獎項也以贏得最多格林美獎的英國女性來作為2009年《健力士世界紀錄大全》的入場券。她最終接受了年度製作獎，在參考卡姆登市場火災，她的得獎感言指「這是為了倫敦，因為卡姆登鎮沒有燒毀」。艾美·懷絲由於她的簽證批准沒有及時處理，她被迫透過衛星進行《You Know I'm No Good》和《Rehab》的演出。
在格林美獎後，她專輯的銷量有所增加，《Back to Black》在《美國告示牌二百強專輯榜》最初達到第7位，躍升到第2位。2008年3月2日，《Back to Black》推出特別豪華版，隨即登上了英國專輯榜的冠軍位置。與此同時，該專輯的原版在第68周的排行榜上排名第30位，而《Frank》則排名第35位。
2008年3月初在巴黎，Fendi品牌精品店開幕會上表演了一個被形容為「進行得很棒的40分鐘」。截至2008年3月12日，該專輯共售出2,467,575張，過去10星期內已售出318,350張，把該專輯首次列入《英國二十一世紀十大暢銷專輯》中。4月7日，《Back to Black》於泛歐榜上連續6星期及於第13周都處於冠軍的最高位置。《艾美·懷絲—那個做得好的女孩：一個紀錄片評論》的78分鐘DVD，於2008年4月14日發布。該紀錄片與跟她在年輕時候認識的人、幫助她取得成功的人、爵士音樂專家及音樂和流行文化專家進行訪談。
2008年5月舉行的《艾弗·諾韋洛獎》，艾美·懷絲成為第一位同時獲得兩項最高榮譽獎的提名：最佳歌曲（音樂上和抒情上），最後她的歌曲《Love Is a Losing Game》贏得獎項，而歌曲《You Know I'm No Good》只獲提名。她的歌曲《Rehab》於2006年是「最佳當代歌曲」的得獎者，也得到「2008年暢銷英國歌曲」的提名。她也在《MTV歐洲音樂大獎》中獲得「年度藝人」類別的提名。同月，據說她的父親、經理人和巡迴演出團隊成員曾試圖作出勸說，艾美·懷絲仍出席葡萄牙的《里約熱內盧搖滾節》。雖然她受到自己聲音問題及器材遲到的困擾，但群眾的熱情讓她感到溫暖。在搖滾節上，她除了自己的歌曲外，還演唱了兩首特別的翻唱作品。6月27日，她於倫敦海德公園舉行的《納爾遜·曼德拉誕辰90週年音樂會》上演出，並於翌日現身於格拉斯頓伯里節（Glastonbury Festival）。7月12日，在《愛爾蘭音樂節》上，她進行了一段深受歡迎50分鐘的演出，隨後於翌日在《蘇格蘭音樂節》演出了14首歌。8月16日，她於斯塔福德郡的《V節日》上演出，翌日於切爾姆斯福德的相同節慶上演出。主辦方表示，艾美·懷絲吸引了節慶中最大的人潮。觀眾據報有不一的反應。9月6日，她成為了英國懷特島郡《Bestival精品音樂節》的標題人物，她的表現被形容為擦亮了活動，然而她衝下舞台讓活動延遲了一小時才開始，繼而使活動超時，被實施宵禁而終止。
2008年12月開幕的《搖滾名人堂》，在「根源與影響」區，著眼於展示不同藝人之間的聯繫，當中包含了一個艾美·懷絲的音樂剪輯。一個由比莉·霍利戴開始牽頭帶起的活動，艾瑞莎·弗蘭克林與瑪麗·布萊姬，而完成於艾美·懷絲。
是2008年世上最暢銷專輯第七位，專輯的銷量意味著環球唱片的錄音部門並沒有因為市場表現而下降整體音樂市場的水平。

### 2009—2011年：臨終前的最後項目
由哈里斯互動（Harris Interactive）在美國進行的民意調查中，其結果於2009年3月公布，有1/5受訪者表示他們曾在過去一年聽過艾美·懷絲的音樂。艾美·懷絲為地球藝術家工程的慈善專輯（Artists Project Earth）籌款，與Rhythms del Mundo合唱山姆·庫克的歌曲《Cupid》，專輯於2009年7月13日發布。

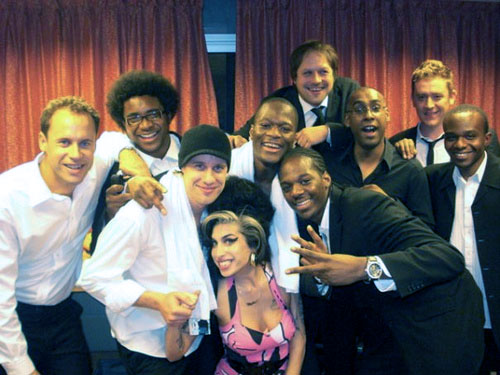
2009年3月16日艾美·懷絲與她的樂隊在後台合照。

艾美·懷絲和馬克·朗森在昆西·瓊斯的致敬專輯中翻唱了萊斯利·戈爾的《It's My Party》，專輯於2010年11月9日推出。艾美與美國嘻哈音樂The Roots的鼓手Questlove經已同意組成一個團體，但由於她的簽證問題拖延了他們的合作，然而塞拉姆·雷米已經為她建立了一些材料，作為項目的一部分。根據《泰晤士報》的報導，環球唱片已發布了她於2008年的新材料，而截至9月2日怀恩豪斯還未接近錄音室的階段。在10月下旬，怀恩豪斯的發言人引述指，她還沒有灌錄第三張專輯的最後期限，她正在學習打鼓。
2009年5月，艾美·懷絲返回為聖盧西亞爵士音樂節演出，當中遇到滂沱暴雨和技術困難。在她的環節中據報導指她步履不穩及忘記歌詞。她為群眾感到無聊致歉，並在歌曲中途結束環節。在8月23日的《V節日》，她在歡呼的人群中與The Specials唱了他們的《You're Wondering Now》和《Ghost Town》。在她於聖盧西亞逗留期間，她還跟塞拉姆·雷米一同研究新音樂。小島音樂指2010年公司會跟她有一張新專輯，聯合總裁達科斯·畢斯（Darcus Beese）表示：「我聽過很多試音歌曲，我認為這首絕對是我的。」
2010年7月，怀恩豪斯引用了自己的說話指她下一張專輯將會不遲於2011年1月推出，說：「這會跟我的第二張專輯一樣，那裡有很多點唱機的東西和歌曲都...很點唱機，真的。」馬克·朗森都說同一個月，然而他還未開始錄製專輯。她在電影首映禮上與馬克·朗森合唱《Valerie》，但忘了歌曲中的一些歌詞。在10月，她為推廣她的時裝系列而表演了四首歌曲集。2010年12月，她在莫斯科的俄羅斯寡頭派對上表演，由派對主人選曲，演出一場40分鐘的音樂會。
2011年1月，怀恩豪斯在巴西有5次演出，包括與嘉奈兒·夢奈及邁耶·霍桑。2011年2月11日，她在迪拜的表現中隨著觀眾噓聲而縮短了表演。怀恩豪斯據報已感到勞累，在演出期間心不在焉又醉醺醺。在6月18日，怀恩豪斯在貝爾格萊德開始了其2011年的12日歐洲巡迴演唱之旅。當地媒體形容她的表現為「醜聞」和「災難」，她酩酊大醉得無法表演而被倒彩聲轟下了台。據報導，她無法記起自己身處於哪個城市，當她試圖作出介紹她樂隊成員的名字，又或是自己的歌詞，她都記不起。當地媒體也指怀恩豪斯被她的保鏢強行要求她表演，否則不容許她下台。她推掉了隨後一星期在伊斯坦布爾及雅典的演出。6月21日，公司宣布她已經取消了所有演出，無限期直至她自己整理好。
艾美·懷絲最後一次公開露面是在2011年7月20日於倫敦的圓屋劇場，她在舞台上驚喜現身支持她的乾女兒迪翁·布隆菲爾德，她們與組合渴望樂團合唱了歌曲《Mama Said》。

## 形象

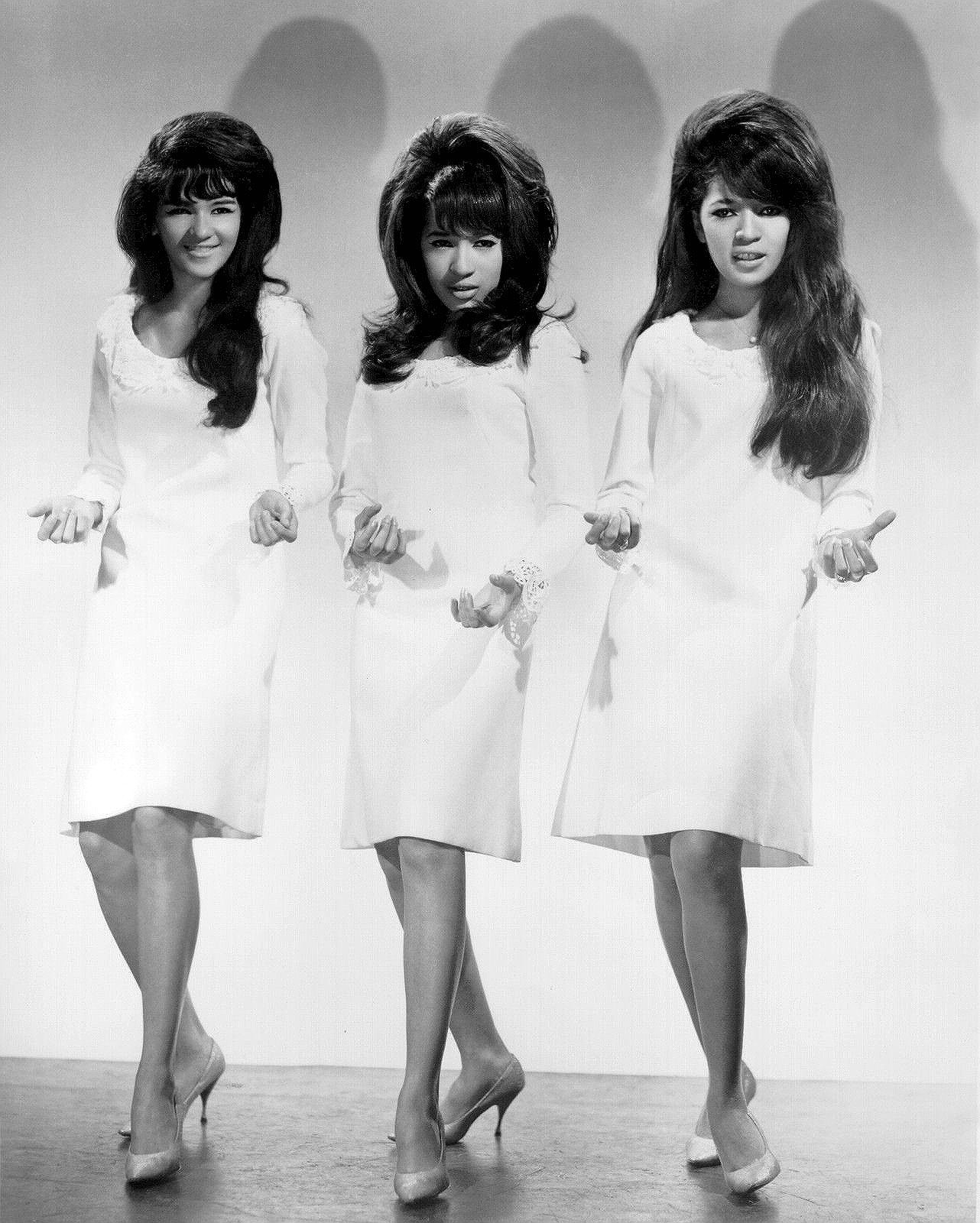
艾美·懷絲深受靈魂樂女子樂團影響，例如羅尼特組合，是她模仿的對象。

艾美·懷絲酷愛1960年代的女子樂團。她的形象指導亞歷斯·福登（Alex Foden）借用了她的「即時識別」的蜂窩式髮型，一種人造頭髮整合的編織，她還從羅尼特組合借用了埃及妖后的化妝靈感。她模仿得非常成功，如《村聲》的報導：「或許羅妮·斯佩克特早在40多年前於布魯克林福克斯劇院跟她的同伴羅尼特組合走上台演出時，就率先創下了怀恩豪斯的風格—所以當她看到怀恩豪斯在《紐約郵報》的照片時感到如此驚訝，然後她喊道，『我不認識她，我從沒遇過她，而當我看到這張相片時，我想這就是我，但後來我發現，不，這是艾美！我沒有戴上眼鏡的。』」
《紐約時報》的造型版記者在艾美·懷絲死後談論她造型的多樣性，他指出：「她的造型丈夫布雷克·菲爾德-西維爾可能對她的造型有影響。」此外，他還觀察到：「以她是一個5尺3吋的視覺參考來說，對他來說最著名的是羅尼特組合，也有英國白人靈魂歌手馬里·威爾遜，她的蜂窩式髮型比她的聲音還要著名；去到有『朋克之神』之稱的約翰尼·雷霆...；去到一個壞女孩的血統...不可抗拒的人類陷阱總是似乎也來到了同樣的不幸。」
《滾石雜誌》的前編輯把她的照片用於雜誌的封面，以這種方式打破了她的看法：「就和她最好的音樂取樣一般 — 聲音結合了多間娛樂公司的朋克搖滾和早期嘻哈音樂 — 她的個人風格也是一種已知的拼貼畫。」
艾美的父親米切爾·怀恩豪斯後來透露，《Back to Black》當中大膽的紅色口紅、濃眉毛和粗眼線的影響，是來自她跟薩拉姆·雷米一起到邁阿密工作時看到的拉丁美洲人。不過，同樣的樣子被英國媒體反覆詆毀。與此同時，在NME音樂獎中，艾美·懷絲被提名2008年的「最佳女歌手」和「最佳音樂DVD」，但他們卻頒給她「最糟糕的表演者」。怀恩豪斯在理查德·布萊克威爾的第48屆「年度十大最差衣著」的名單中排名第二，僅次於維多利亞·碧咸。

## 趣闻
艾米曾把自己的粪便收藏在一个玻璃瓶里，此玻璃瓶在英国伦敦的维克多·温德博物馆里展出，闻一次需要花费7.9美元。

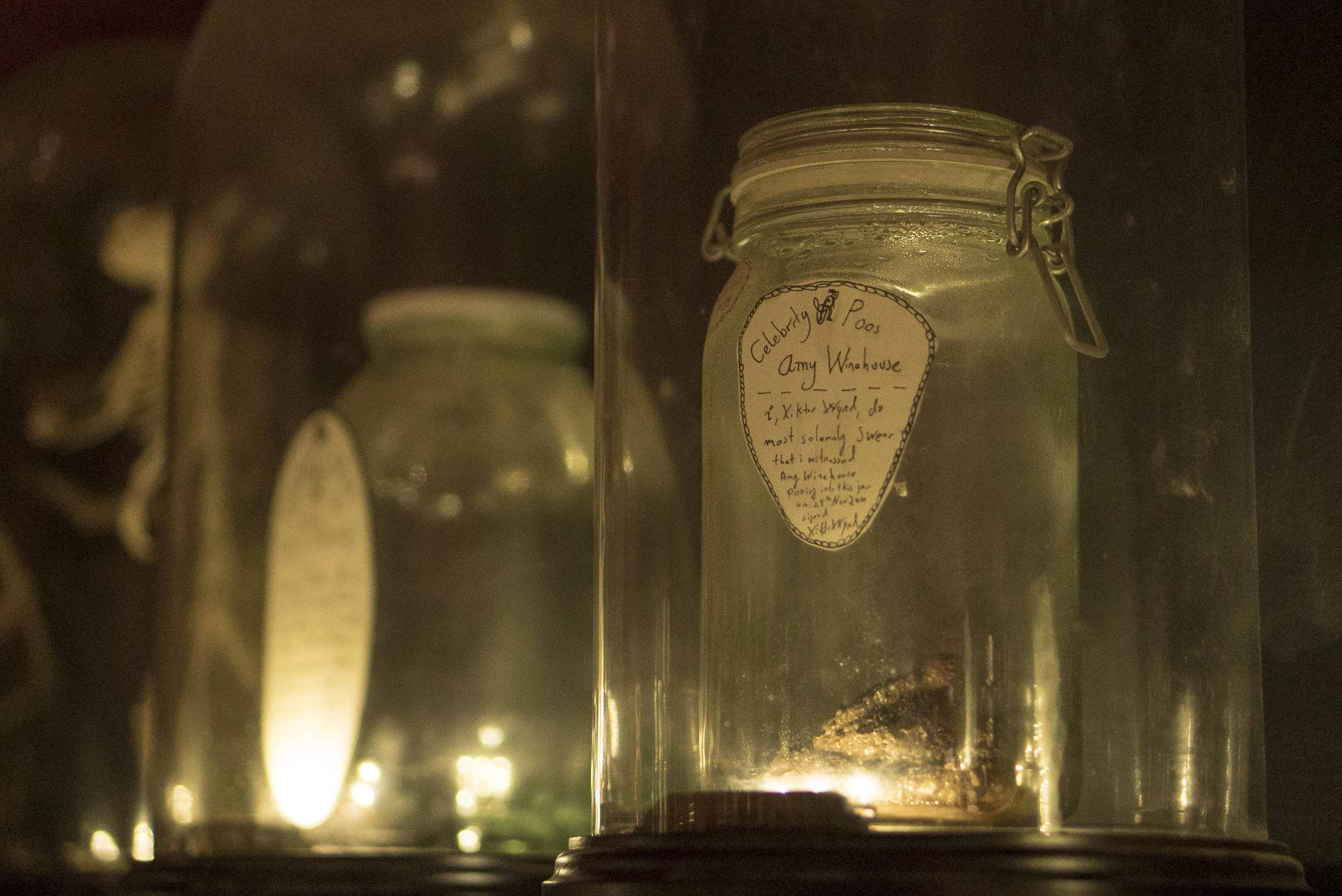
艾米·怀恩豪斯的粪便

## 逝世

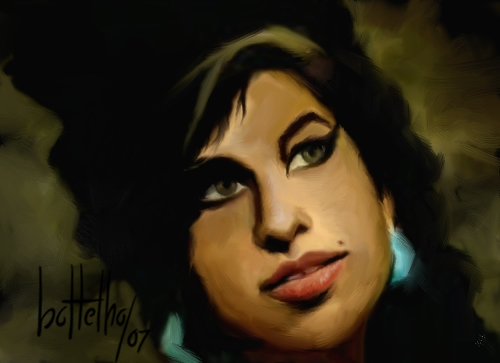
艾美·懷絲的肖像。

當地時間：英國夏令時間2011年7月23日下午3時54分，兩輛救護車被召到倫敦卡姆登艾美·懷絲的寓所，艾美·懷絲於現場被宣布死亡。不久之後，倫敦警察廳證實她已經死亡。她的死訊傳出後，一眾傳媒團隊陸續出現，人群聚集於艾美·懷絲住所附近，以表達對她的尊敬。鑑證人員進入其寓所時，警方從外面把街道封鎖；他們在艾美的房間中搜集到兩大一小的伏特加酒瓶。
艾美·懷絲的保鏢說，他在怀恩豪斯身亡前三天到過她的寓所，覺得她有點酒醉，他在接下來的幾天都觀察到她有一般的飲酒，觀察到「在她身亡當晚凌晨2時，看見她笑、聽音樂和看電視」。根據保鏢所說，在早上10時，他觀察到怀恩豪斯躺在床上，並嘗試喚醒她但不成功。這並沒有引起太多懷疑，因為她一般在晚上外出後會較晚起床。根據保鏢所述，在下午約3時，他再次去檢查她，並觀察到她與之前一樣在同一位置，進一步檢查的時候，他得出的結論是她沒有呼吸和脈搏跳動。他說自己隨即召喚救護服務。
驗屍官的鑑定為意外事故導致死亡，報告於2011年10月26日發布，說明怀恩豪斯死亡，她的血液酒精濃度為0.416％，超過合法酒後駕駛限制的5倍。驗屍官指出「如此致命的濃度可能導致了她的意外猝死」。

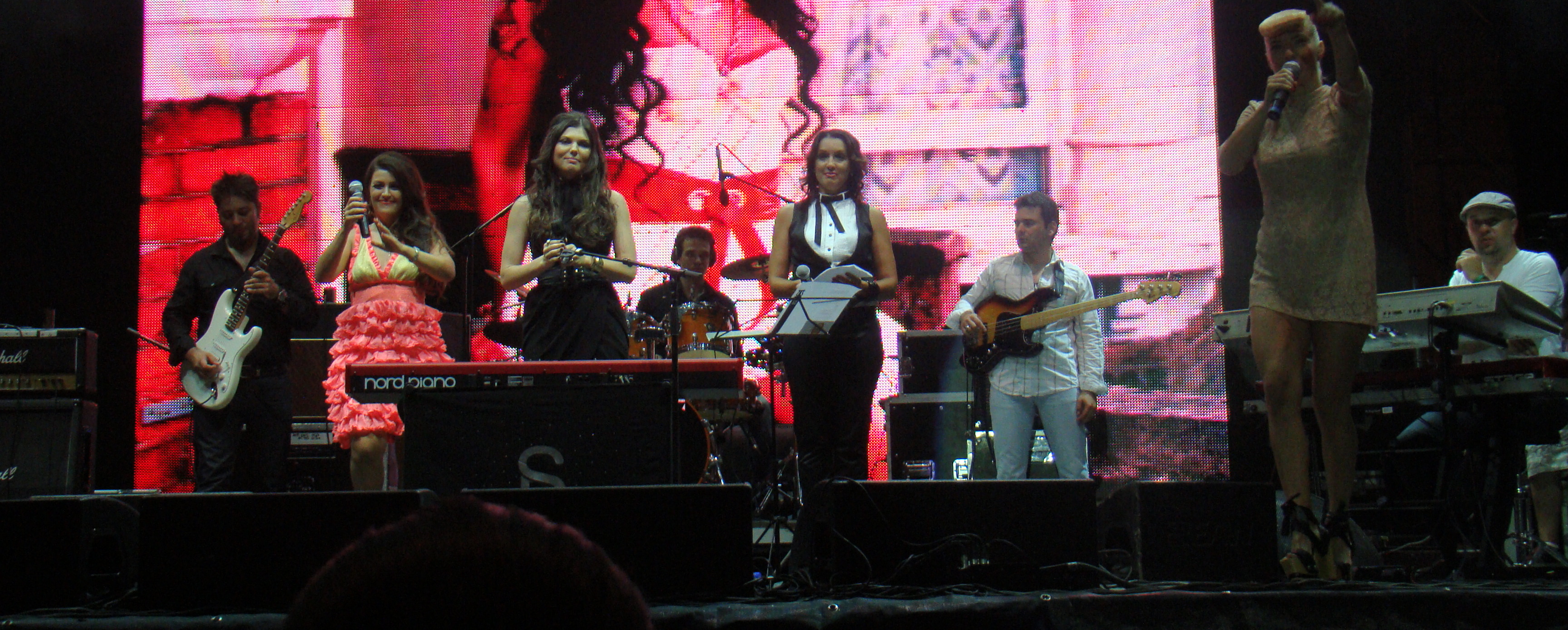
2011年10月23日，羅馬尼亞歌手羅納·哈特納（Rona Hartner）、保拉·塞林（Paula Seling）、尼高（Nico）和瑪麗亞·拉杜（Maria Radu）於布加勒斯特舉行的《艾美·懷絲紀念音樂會》上表演。

艾美·懷絲的唱片公司環球聯合唱片發表了一份聲明，部分內容為：「我們對這位如此有天賦的音樂人、藝人以及表演者的突然離開深感悲痛。」
許多音樂人都向她致敬，如：U2樂團、M.I.A.、Lady Gaga、瑪莉安·菲絲佛、布魯諾·馬斯、妮琪·米娜、凱薩布·坎南、蕾哈娜、佐治·米高、愛黛兒、凱莉·克萊森和寇特妮·洛芙...等，與及朋克搖滾樂隊Green Day，寫了一首向她致敬的歌曲《Amy》。歌手帕蒂·史密斯在她2012年的專輯《Banga》中，歌曲《This Is the Girl》是作為對艾美·懷絲的致敬。馬克·朗森把他的英國冠軍專輯《Uptown Special》獻給艾美·懷絲，說：「我一直在想你，靈感都源自於你。」
在她死後，她打破了自己的第二個吉尼斯世界纪录：最多歌曲同時出現於《英國單曲榜》上的女歌手，共8首。
大量的媒體再一次關注27俱樂部，她曾在三年前擔心自己會於那個年紀死亡。
艾美·懷絲的葬禮於倫敦北部的埃奇韋爾埃沃布里猶太公墓舉行，她的家人和朋友都有出席。她的父母、好友凱利·奧斯本、她的唱片監製馬克·朗森、和她的男友也有出席。她的父親在悼詞中說：「晚安，我的天使，好好的睡，媽媽和爸爸真的很愛你。」葬禮以悼念者一同歌唱卡洛爾·金的歌曲《So Far Away》作結。及後，她的遺體在高德斯綠園中火化。怀恩豪斯的家人計劃進行為期兩日的坐七。
艾美·懷絲並沒有立下遺囑，她的遺產是由她父母繼承的。怀恩豪斯的父母後來成立了「艾美·懷絲基金會」，以防止青少年藥物濫用而受到傷害，而艾美·懷絲的哥哥亞歷斯是當中的一名員工。
2012年12月17日，英國當局重新展開對艾美·懷絲的死亡調查。2013年1月8日，第二次調查證實，艾美·懷絲因意外酒精中毒而死亡。在2013年6月下旬的一次採訪中，艾美的哥哥亞歷斯·怀恩豪斯相信他妹妹她死亡的主要原因是飲食失調和隨之而來的身體虛弱：
她嚴重地患上了神經性暴食症，這不是一個啟示 — 你知道只要看著她... 就知道她最終會死亡，這個是她正在走的路，但真正殺死她的是神經性暴食症... 我認為這使她更虛弱，更容易受它影響。如果她沒有飲食失調的話，她的身體會更強壯。

### 死後的回顧
艾美·懷絲於2011年7月23日去世。在2011年7月26日的該星期，專輯《Frank》、《Back to Black》及《Back to Black EP》重新打入《告示牌二百強專輯榜》分別第57位、第9位和第152位，專輯在下一周攀升到第4位。《Back to Black》亦於同一星期登上《告示牌數碼專輯榜》的冠軍位置，也是iTunes的第二大暢銷專輯。《Rehab》也重新打入《告示牌數碼歌曲榜》，銷量達38,000餘次的數碼音樂下載。截至2011年8月，《Back to Black》成為了「英國21世紀最暢銷的專輯」。
艾美·懷絲最後的錄音工作是與美國歌手托尼·班内特一起為他的新專輯《Duets II》的二重唱錄音，該專輯於2011年9月20日發行。二人的單曲《Body and Soul》在2011年9月14日在MTV和VH1頻道上發布，以紀念她的28歲生辰。艾美的父母成立了艾美·懷絲基金會，目的是提高對脆弱年輕人的問題（例如成癮）的認知，並支持幫助他們的組織。《Body and Soul》的收益全數捐贈到艾美·懷絲基金會。2012年2月12日，《Body and Soul》在第54屆格林美獎上得到「最佳流行音樂表演組合獎」。艾美·懷絲的父母在頒獎典禮上領獎，父親米切爾·怀恩豪斯說：「我們不應該在這裡，我們的親愛的女兒應該在這裡，這些是我們處理的卡片。」
2011年9月29日，托尼·班内特在接受鍾·史超域的《每日秀》訪談時說事後看來，他相信艾美：
「當時艾米很麻煩，因為她有幾段關係都沒有維繫得到。但人們當時並沒有意識到，她真的知道，事實上，我們製作專輯時我甚至不知道(這件事)，現在看回整件事；她知道自己有很多麻煩事，使她不打算生存。這不是藥物(的事)，直到最後都是酒精...這是一件悲傷的事情，因為...她是唯一一個能真正唱出我所謂的『正確方式』的歌手，她是一個偉大的爵士樂流行歌手，她真是一個偉大的爵士樂流行歌手，一個真正的爵士歌手。我很遺憾，因為那是唱歌的『正確方式』。」
艾美·懷絲有一張未發行的專輯，名為《母獅：隱藏寶藏》，於2011年12月6日發行。它甫於《英國專輯榜》上亮相即登上最高位置，成為其職業生涯中最大的首周銷量。它登上《告示牌二百強專輯榜》第五位，售出114,000張，成為她首張於美國銷量最高的專輯。
艾美·懷絲的父母二人都寫了有關他們女兒的回憶錄，並將兩本書的收益捐贈到「艾美·懷絲基金會」。在父親米切爾·怀恩豪斯在回憶錄的簡介中標題為：《艾美：我的女兒》(2012)，他說：「我除了是她的父親，也是她的朋友、信心和顧問 — 不是她總要接受我的意見，但她總會聽我說」。她的母親珍妮絲於2014年出版了《愛著艾美：一個母親的故事》。
另外，環球唱片與製作人詹姆斯·蓋伊里斯和卡帕迪亞（Kapadia）及導演阿斯弗·卡帕迪爾合作的一部紀錄片《艾美》，是以艾美·懷絲作為主題，卡帕迪亞及詹姆斯·蓋伊里斯於2013年的康城影展上介紹了該項目。電影於2015年康城影展上映，並獲得2016年奧斯卡最佳紀錄片特輯獎。
由艾美·懷絲的哥哥與嫂嫂共同策劃的個人物品展，名為「艾米·怀恩豪斯：一張全家福」的展覽，在2013年7月3日至2013年9月15日，於倫敦猶太人博物館展出，展出的物品例如書籍和音樂，艾美與哥哥名字於字幕一起出現。
2011年下半年，有報導指艾美·懷絲的前男友正籌備開拍一部關於她的電影，然而，擁有其女兒音樂版權的米切爾·怀恩豪斯指他不會授權讓人使用她的音樂來拍攝這齣電影。